# 도깨비 (비디오 게임)
도깨비(DokeV)는 펄어비스(Pearl Abyss)에서 개발 중인 수집형 오픈월드 액션 어드벤처(Creature-Collecting open world Action-Adventure)이다. 사람들의 꿈에서 힘을 얻고 성장하는 도깨비를 찾아 모험을 떠나는 내용으로, 현실과 가상공간을 넘나드는 메타버스 게임을 표방하고 있다. 

## 개발
검은사막 애니메이션을 이끌어 온 김상영 총괄 프로듀서와 검은사막, R2, C9의 기획을 담당했던 최서원 개발 프로듀서가 개발을 책임지고 있다. 콘솔 및 PC 로 먼저 출시하는 걸 목표로 하고 있다.

## 역사
- 2019년 11월 7일 게임명이 최초로 공개되었다.
- 2019년 11월 14일 지스타 2019에서 진행된 펄어비스 커넥트 2019 (Pearl Abyss Connect 2019) 행사를 통해 공식 트레일러가 최초로 공개되었다.[1]
- 2019년 12월 5일 공식 트레일러 영상 삽입곡 '락스타(ROCKSTAR)' 음원 파일 및 가사 영상[2], 신규 스크린샷 등이 공개되었다.
- 2021년 8월 25일 게임스컴 2021 행사를 통해 새로운 게임 플레이 트레일러가 공개되었다.[3]

## OST
- 트레일러 영상 삽입곡 ‘락스타(ROCKSTAR)’는 걸그룹 ‘있지(ITZY)’의 ‘달라달라’의 작곡가 ‘별들의전쟁 * (GALACTIKA *)’이 작곡한 K팝 스타일의 곡이다.[4]